# Pitcairnia grubbiana
Pitcairnia grubbiana är en gräsväxtart som beskrevs av Lyman Bradford Smith. Pitcairnia grubbiana ingår i släktet Pitcairnia och familjen Bromeliaceae. Inga underarter finns listade i Catalogue of Life.